# الفتنة الكبرى عثمان
الفتنة الكبرى عثمان كتاب ألّفه الدكتور طه حسين عام 1947م، ويتناول فيه موضوع خلافة عثمان بن عفان وما رافقها من أحداث. ويعد هذا الكتاب الجزء الأول من كتاب الفتنة، إذ تبعه كتاب «الفتنة الكبرى: علي وبنوه».

## المقدمة
ذكر طه حسين في مقدمة الكتاب بأنه لا يميل مع أي فريق، وأنه سيسعى لكتابة ما يعتقد أنّه الحق فقال: «هذا حديثٌ أريد أن أُخْلِصَهُ للحقِّ ما وسعني إخلاصه للحقِّ وحده، وأن أتحرَّى فيه الصواب ما استطعتُ إلى تحرِّي الصوابِ سبيلاً، وأن أَحْمِلَ نفسي فيه على الإنصاف لا أَحِيدُ عنه ولا أُمَالئ فيه حزباً من أحزاب المسلمين على حزب، ولا أُشايع فيه فريقاً من الذين اختصموا في قضية عثمان دون فريق؛ فلستُ عثمانيَّ الهوى، ولستُ شيعةً لعلِيٍّ، ولستُ أفكّرُ في هذه القضية كما كان يُفكّر فيها الذين عاصروا عثمان واحتملوا معه ثقلها وَجَنَوْا معه أو بعده نتائجها».

## وصلات خارجية
- الفتنة الكبرى عثمان على موقع مؤسسة هنداوي